# القوة الصحراوية الغربية
القوة الصحراوية الغربية (بالإنجليزية: Western Desert Force)‏ هي وحدة عسكرية بريطانية أيام الحرب العالمية الثانية مرابطة على الحدود المصرية الليبية تم تشكيلها في يونيو 1940 من فرقة المشاة السادسة البريطانية تحت قيادة القائد البريطاني ريتشارد أوكونور بهدف التصدي للغزو الإيطالي المرتقب على مصر، وكانت تتبع قيادة القوات البريطانية في الشرق الأوسط. وبعد أن أسر أوكونور في أبريل 1941 على يد القوات الألمانية تولى القائد البريطاني نويل بيريس فورد بيرس [الإنجليزية] القيادة.
مع تزايد حجم القوات البريطانية في حملة شمال أفريقيا صار من الضروري تغير صفة القوات المقاتلة فيها، فأصبحت تحمل اسم الجيش الثامن البريطاني في سبتمبر 1941، وأصبحت القوة الصحراوية الغربية جزءاً منه.